# 新界東聯網

新界東聯網標誌

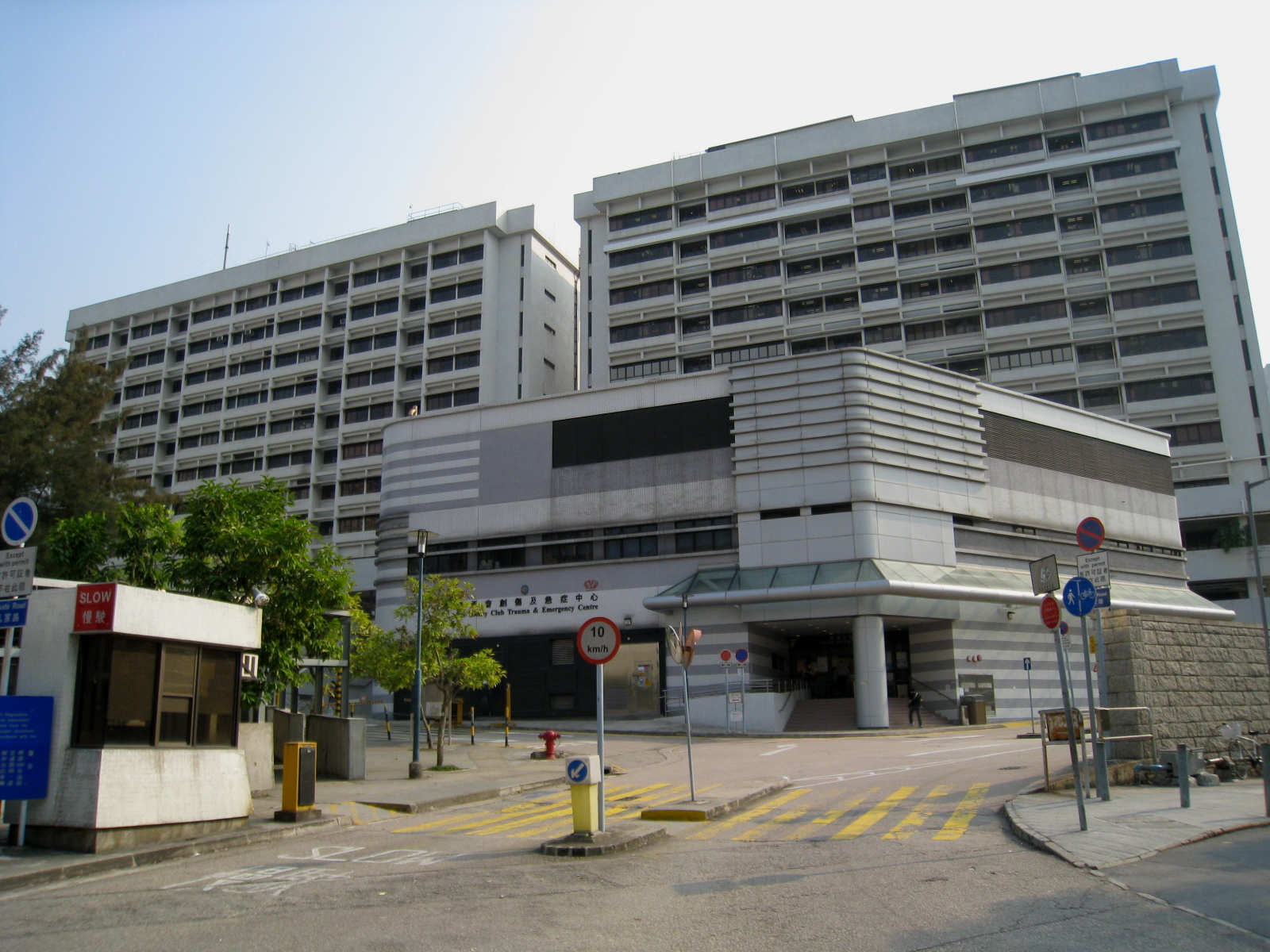
威爾斯親王醫院

新界東聯網（全稱新界東醫院聯網）是香港醫院管理局的地區性醫院聯網，於2001年10月成立，負責服務沙田區、大埔區及北區居民約132萬人口；現任代理總監為鄭志雄醫生。

## 歷任總監
- 馮康醫生
- 熊志添醫生
- 羅思偉醫生[3]
- 鄭信恩醫生
- 鍾健禮醫生
- 鄧耀鏗醫生

## 歷任新界東醫院聯網感染控制主任
- 黎安義醫生[4]
- 賴偉文醫生[5]
- 周芷瑩醫生[6]

## 歷任新界東醫院聯網家庭醫學部部門主管
- 許明通醫生[7]
- 梁堃華醫生[8]

## 歷任新界東醫院聯網 (社區及基層健康) 服務總監
- 梁堃華醫生[9]
- 許鷗思醫生[10]

## 醫院
新界東聯網轄下共有7間醫院，其中3間是提供全科醫療服務的綜合醫院。其他服務包括專科門診服務、延續護理、社區護理及精神健康服務等。

### 全科醫院
- 威爾斯親王醫院：位於沙田圓洲角的大型地區性醫院，提供第二層和第三層住院及日間護理服務，亦是香港中文大學醫學院的教學醫院。[11]
- 雅麗氏何妙齡那打素醫院：位於大埔的小型全科醫院，提供第二層住院及日間護理服務。[11]
- 北區醫院：位於上水的小型全科醫院，提供第二層住院及日間護理服務。[11]

### 其他醫院
- 沙田醫院：療養及復康延續護理醫院，亦提供精神科住院服務。並為威爾斯親王醫院的病人提供療養及復康服務支援。[11]
- 沙田慈氏護養院：為中央療養服務輪候名冊的病人及嚴重殘疾病人提供護養服務的延續護理醫院。
- 白普理寧養中心：紓緩治療專科中心，提供住院及社區外展寧養服務。[11]
- 大埔醫院：提供療養、復康支援的延續護理醫院，亦提供精神科住院服務。為雅麗氏何妙齡那打素醫院及北區醫院的病人提供療養及復康服務支援。[11]
- 中央援港應急醫院：日間醫院服務、放射診斷服務的醫院。[11]

## 服務
新界東聯網共有5,212張病床，包括4,183張普通科（急症及康復）病床、447張療養科病床，以及552張精神科病床；此外亦管理10間普通科門診診所。

## 歷史
新界東聯網醫院2004年年中亦開始類似公私營醫療合作計劃。

## 外部連結
- 新界東聯網 （页面存档备份，存于）